# Campeonato Asiático de Judo de 2004
El XVII Campeonato Asiático de Judo se celebró en Almatý (Kazajistán) entre el 15 y el 16 de mayo de 2004 bajo la organización de la Unión Asiática de Judo.
En total se disputaron dieciséis pruebas diferentes, ocho masculinas y ocho femeninas.

## Resultados

### Masculino
| Evento            | Oro                                | Plata                            | Bronce                                                            |
| ----------------- | ---------------------------------- | -------------------------------- | ----------------------------------------------------------------- |
| –60 kg            | Bazarbek Donbay · Kazajistán       | Cho Nam-Suk Corea del Sur        | Tatsuaki Egusa Japón Jashbaataryn Tsagaanbaatar Mongolia          |
| –66 kg            | Muratbek Kipshakbayev · Kazajistán | Gantömöriin Dashdavaa Mongolia   | Bang Gui-Man Corea del Sur Murat Kalikulov Uzbekistán             |
| –73 kg            | Kim Jae-Hoon Corea del Sur         | Sagdat Sadykov · Kazajistán      | Egamnazar Akbarov Uzbekistán Masahiro Takamatsu Japón             |
| –81 kg            | Ramziddin Sayidov Uzbekistán       | Reza Chahjandagh Irán            | Masahiko Tomouchi Japón Kwon Young-Woo Corea del Sur              |
| –90 kg            | Park Sun-Woo Corea del Sur         | Viacheslav Pereteyko Uzbekistán  | Krisna Bayu Indonesia Hiroshi Izumi Japón                         |
| –100 kg           | Asjat Zhitkeyev · Kazajistán       | Jang Sung-Ho Corea del Sur       | Takeo Shoji Japón Abbas Fallah Irán                               |
| +100 kg           | Kim Sung-Beom Corea del Sur        | Keiji Suzuki Japón               | Yeldos Ijsangaliyev · Kazajistán · Abdullo Tangriyev · Uzbekistán |
| Categoría abierta | Hong Sung-Hyun Corea del Sur       | Yeldos Ijsangaliyev · Kazajistán | Hidekazu Shoda Japón Abbas Fallah Irán                            |

### Femenino
| Evento            | Oro                       | Plata                             | Bronce                                                      |
| ----------------- | ------------------------- | --------------------------------- | ----------------------------------------------------------- |
| –48 kg            | Kayo Kitada Japón         | Ri Kyong-Ok Corea del Norte       | Tatiana Shishkina · Kazajistán · Zhao Shunxin · China       |
| –52 kg            | Lee Eun-Hee Corea del Sur | Xian Dongmei China                | An Kum-Ae Corea del Norte Natsuko Kimijima Japón            |
| –57 kg            | Liu Yuxiang China         | Jishigbatyn Erdenet-Od Mongolia   | Kie Kusakabe Japón Choe Hyon-Ju Corea del Norte             |
| –63 kg            | Ayumi Tanimoto Japón      | Lee Bok-Hee Corea del Sur         | Hong Ok-Song Corea del Norte Li Shufang China               |
| –70 kg            | Masae Ueno Japón          | Kim Ryon-Mi Corea del Norte       | Sagat Abikeyeva · Kazajistán · Kim Mi-Jung · Corea del Sur  |
| –78 kg            | Sae Nakazawa Japón        | Liu Xia China                     | Jo Su-Hee · Corea del Sur · Varvara Massyagina · Kazajistán |
| +78 kg            | Xue Fuyan China           | Erdene-Ochiryn Dolgormaa Mongolia | Kei Eguchi Japón Choi Sook-Ie Corea del Sur                 |
| Categoría abierta | Xu Lihui China            | Mika Sugimoto Japón               | Cho Hye-Jin Corea del Sur Mariya Shekirova Uzbekistán       |

## Medallero
| Núm. | País            | Oro | Plata | Bronce | Total |
| ---- | --------------- | --- | ----- | ------ | ----- |
| 1    | Corea del Sur   | 5   | 3     | 6      | 14    |
| 2    | Japón           | 4   | 2     | 9      | 15    |
| 3    | Kazajistán      | 3   | 2     | 4      | 9     |
| 4    | China           | 3   | 2     | 2      | 7     |
| 5    | Uzbekistán      | 1   | 1     | 4      | 6     |
| 6    | Mongolia        | 0   | 3     | 1      | 4     |
| 7    | Corea del Norte | 0   | 2     | 3      | 5     |
| 8    | Irán            | 0   | 1     | 2      | 3     |
| 9    | Indonesia       | 0   | 0     | 1      | 1     |
|      | TOTAL           | 16  | 16    | 32     | 64    |